# يان مككولوك
يان مككولوك (بالإنجليزية: Ian McCulloch)‏ هو ممثل بريطاني، ولد في 18 نوفمبر 1939 في المملكة المتحدة.

## وصلات خارجية
- يان مككولوك على موقع IMDb (الإنجليزية)
- يان مككولوك على موقع قاعدة بيانات الفيلم (الإنجليزية)